# Stadion Syrena w Żarach
Stadion Syrena w Żarach – stadion lekkoatletyczno-piłkarski znajdujący się w Żarach. Z obiektu korzysta klub sportowy Agros Żary.

## Położenie
Stadion położony jest przy ulicy Leśnej w Żarach, w południowo-wschodniej części miasta. Obiekt leży w kompleksie leśnym „Zielony Las”, nieopodal osiedla Sportowa, w dzielnicy Zatorze.

## Historia i opis
Stadion istniał w tym miejscu już w latach 20. XX wieku. Po II wojnie światowej obiekt został przebudowany. W 1992 roku stał się domowym obiektem lekkoatletów z klubu Agros Żary (wtedy jako sekcja lekkoatletyczna klubu Włókniarz Żary). Gościnnie występowali tutaj także piłkarze Promienia Żary, m.in. 15 marca 2008 roku grając derby z Czarnymi Żagań, gdzie padł rekord frekwencji stadionu – 900 widzów. W 2017 roku stadion przeszedł gruntowny remont, m.in. wyremontowano trybuny, płytę główną boiska i położono tartanową bieżnię złożoną z 5 torów (6 na głównej prostej). 
Obiekt wchodzi w skład kompleksu sportowego wraz z dwoma boiskami do piłki nożnej, boiskiem do koszykówki, boiskiem do piłki plażowej, halą zapaśniczą, szatniami oraz kortami do tenisa. Obiekt jest częstym miejscem festynów miejskich oraz koncertów.
Stadion posiada pięciotorową bieżnię (sześć torów na głównej prostej). W skład obiektu wchodzą także rzutnie do rzutu młotem, rzutu dyskiem, rzutu oszczepem i pchnięcia kulą. Dodatkowo jest skocznia do skoku w dal i skoku wzwyż. Stadion jest miejscem eliminacji powiatowych do zawodów wojewódzkich w ramach Lubuskiej Olimpiady Młodzieży.

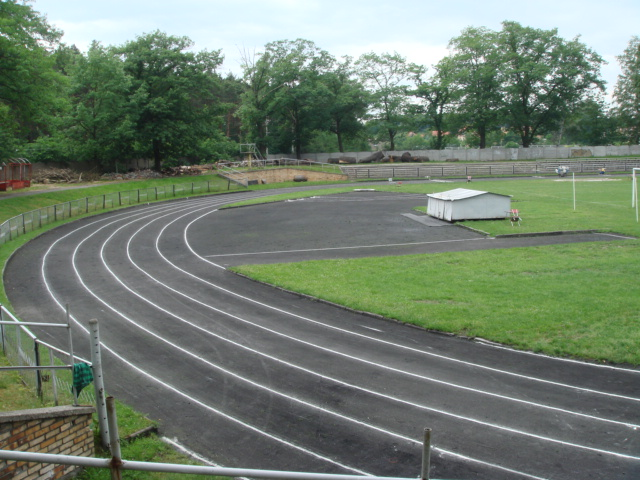
Stadion Syrena w 2007 roku – przed remontem
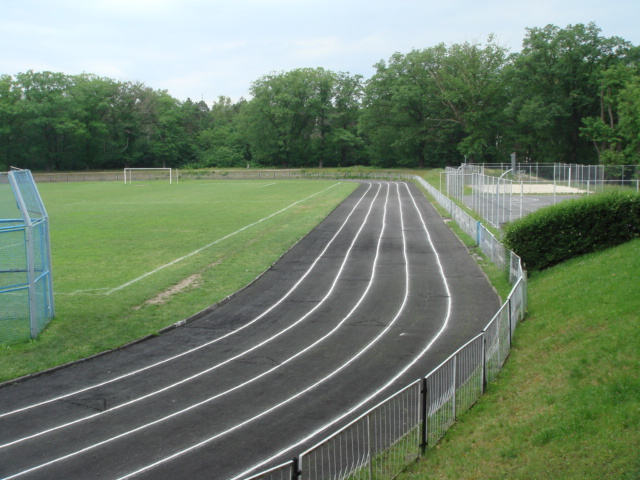